# James Olds
James Olds (* 30. Mai 1922 in Chicago; † 21. August 1976 in Kalifornien) war ein US-amerikanischer Psychologe.

## Leben
James Olds arbeitete über das Belohnungssystem im Gehirn und gilt als einer der Begründer der modernen Neurowissenschaften. 1954 wies Olds in einem Versuch mit Ratten nach, dass, sofern diese in die Lage versetzt wurden, selbst eine in deren Lustzentrum des Hypothamalus platzierte elektrische Sonde zu aktivieren, diese Ratten dies bis zu achttausendmal pro Stunde,  stunden- oder tagelang ununterbrochen, ohne irgendein Interesse an Nahrungsaufnahme, Sex, oder Schlaf selbst praktizierten.
Er wuchs in Nyack, New York, auf und besuchte verschiedene Schulen, u. a. das St. John's College in Annapolis. Er lernte an der University of Wisconsin–Madison und erwarb 1947 seinen B.A. am Amherst College. Während des Zweiten Weltkrieges diente er in der US-Army. Nach dem Krieg erwarb er seinen Ph.D. an der Harvard University. James Olds war ab 1957 Professor an der University of Michigan und ab 1969 am California Institute of Technology (CalTech). 1966 wurde er in die American Academy of Arts and Sciences gewählt, 1967 in die National Academy of Sciences.
James Olds verstarb 1976 bei einem Badeunfall.

## Publikationen
- mit P. Milner: Positive reinforcement produced by electrical stimulation of septal area and other regions of the rat brain. In: Journal of Comparative Physiological Psychology. Band 47, 1954, S. 419–427.
- A neural model for sign-gestalt theory. In: Psychol. Rev. Band 61, 1954, S. 59–72.
- „Reward“ from brain stimulation in the rat. In: Science. Band 122, 1955, S. 878.
- Growth and Structure of Motives. 1956.
- Approach-avoidance dissociations in rat brains. In: Am. J. Physiol. Band 199, 1960, S. 965–968.
- mit M. E. Olds: Interference and learning in paleocortical systems. In: J. F. Delafresnaye (Hrsg.): Brain mechanisms and learning. Blackwell, Oxford 1961, S. 153–188.
- Hypothalamic substrates of reward. In: Physiol. Rev. Band 42, 1962, S. 554–604.
- Operant conditioning of single unit responses. In: Proc. 23rd Congr. Physiological Sciences. Excerpta Med. Int. Congr. Ser. Nr. 87, 1965, S. 372–380.
- The limbic system and behavioural reinforcement. In: Prog. Brain Res. Band 27, 1967, S. 144–164.
- The central nervous system and the reinforcement of behaviour. In: Am. Psychol. Band 24, 1969, S. 114–132.
- mit T. Hirano: Conditioned responses of hippocampal and other neurons. In: Electroencephalogr. clin. Neurophysiol. Band 26, 1969, S. 159–166.
- mit P. J. Best: Single unit patterns during anticipatory behaviour. In: Electroencephalogr. clin. Neurophysiol. Band 26, 1969, S. 144–158.
- mit J. F. Disterhoft und anderen: Learning centres of rat brain mapped by measuring latencies of conditioned unit responses. In: J. Neurophysiol. Band 35, 1972, S. 202–219.
- Drives and Reinforcement. Behavioral Studies of Hypothalamic Functions. New York 1977.